# Frederick Steiwer
Frederick Steiwer, född 13 oktober 1883 i Marion County, Oregon, död 3 februari 1939 i Washington, D.C., var en amerikansk republikansk politiker. Han representerade delstaten Oregon i USA:s senat 1927–1938.
Steiwer utexaminerades 1902 från Oregon State Agricultural College (numera Oregon State University). Han studerade därefter vid University of Oregon. Han studerade juridik och inledde 1909 sin karriär som advokat i Oregon. Han tjänstgjorde som officer i USA:s armé i första världskriget.
Steiwer efterträdde 1927 Robert N. Stanfield som senator för Oregon. Han profilerade sig som motståndare till Franklin D. Roosevelt och New Deal. Steiwer, som hade förlorat nomineringen på republikanernas konvent inför presidentvalet i USA 1936, fick uppdraget som keynote speaker. Steiwers tal på konventet i Cleveland räddade inte republikanerna i presidentvalet, den nominerade kandidaten Alf Landon förlorade stort mot Roosevelt. Senator Steiwer avgick 1938 och efterträddes av Alfred E. Reames.
Steiwer var anglikan och frimurare. Han gravsattes på Arlingtonkyrkogården.